# Építészeti Szemle
Az Építészeti Szemle (1900 után Budapesti Építészeti Szemle) 1892-től havonta kétszer megjelenő magyar építészeti folyóirat. Kiadója és szerkesztője idősebb Bobula János, majd fia, ifjabb Bobula János volt. A lap alapvetően a kiadó konzervatív szemléletét tükrözte.
A folyóirat 1905-ig élt. Kötetei az Arcanum Újságok honlapon olvashatók: https://adt.arcanum.com/hu/collection/BME_EpitesziSzemle/.